# Raxstar
Raxstar (nacido el 21 de noviembre de 1983) es un rapero y cantante británico de Luton. Raxstar saltó a la fama después del lanzamiento de "Keep It Undercover" en 2005. Siguiendo con temas como "Jaaneman", "Ego", "Poison" y "Balwant", ganó más atención general y se ha convertido en uno de los artistas más populares del hip hop desi.

## Primeros años de vida
Raxstar nació y creció en Luton, Bedfordshire, al este de Inglaterra, en una familia de clase trabajadora de ascendencia india punjabi sikh . Raxstar tiene dos hermanos, uno mayor y otro menor.

## Carrera

### Carrera temprana
Antes del lanzamiento de su primer sencillo, Raxstar creó mixtapes en casetes y CD y los distribuyó entre sus compañeros de la escuela secundaria y la universidad. Después de lanzar música en línea en su sitio web, Raxstar se convirtió en un artista destacado en uno de los proyectos de Rishi Rich.

## Discografía

### Juego extendido
- Fulfilling Ambition EP (2007)
- sadboihours (2022)

### Mixtapes
- Lost Ones (2008)
- Spring Cleaning (2010)
- About A Girl (2011)
- Late on Time (2012)
- Dream Warriors Live Session (2014)

### Álbumes de estudio
- Glass Ceiling (2018)
- Artbreak (2019)
- Threats (with KALY) (2019)
- Content (2022)
- Not Again (2024)

### Individual
| Año  | Canción | Musica                             | Referencia(s) |
| ---- | --- | ---------------------------------- | ------------- |
| 2005 | Keep It Undercover | Sunit                              | [ 6 ]         |
| 2005 | SH1 | Sunit                              | [ 6 ]         |
| 2005 | In Perspective | Sunit                              | [ 7 ]         |
| 2010 | Name On The Poster | Sunit                              | [ 8 ]         |
| 2010 | Fading | Sunit & S-Lyne                     | [ 9 ]         |
| 2011 | Jaaneman | SunitMusic                         | [ 10 ]        |
| 2011 | The Other Man (featuring RKZ)                                                                                          | SunitMusic                         | [ 11 ]        |
| 2011 | Dhalsim | June 25                            | [ 12 ]        |
| 2011 | Ex Games | Substeppers                        | [ 13 ]        |
| 2011 | What's Inside | Young Archie                       | [ 14 ]        |
| 2012 | Flirt | DJ Surinder Rattan                 | [ 15 ]        |
| 2012 | I Am (featuring Humble the Poet)                                                                                       | Tazzz                              | [ 16 ]        |
| 2013 | Ego | SunitMusic                         | [ 17 ]        |
| 2013 | Dream Warriors | SunitMusic                         | [ 18 ]        |
| 2013 | Cold World | SunitMusic                         | [ 19 ]        |
| 2014 | Got Me Singing (featuring Mumzy Stranger)                                                                              | SunitMusic & Lyan                  | [ 20 ]        |
| 2014 | Brand New Swag (Remix)                                                                                                 | Haji Springer                      | [ 21 ]        |
| 2014 | Tear Drops | Tazzz                              | [ 22 ]        |
| 2015 | Desi Hip Hop (Manj Musik featuring Raxstar, Roach Killa, Humble the Poet, Big Dhillon, Badshah, Sarb Smooth & Raftaar) |                                    |               |
| 2015 | Poison | DJ Harpz                           | [ 23 ]        |
| 2015 | Ego (Remix) (featuring Fateh, Tazzz, Badshah, Kaly, Humble the Poet & RKZ)                                             | SunitMusic                         | [ 24 ]        |
| 2015 | Bandook (featuring Badshah)                                                                                            | SunitMusic                         |               |
| 2015 | Four Seasons | SunitMusic                         | [ 25 ]        |
| 2016 | Ya Baba (Remix) | Zack Knight & Rami Beatz           |               |
| 2016 | Nothing | Dj Harpz                           |               |
| 2016 | Ankhiyaan (with Kanika Kapoor)                                                                                         | Ezu                                | [ 26 ]        |
| 2016 | Signs (with Rajeev B featuring Mickey Singh)                                                                           | Rajeev B                           | [ 27 ]        |
| 2016 | Nashanebaaj (PAM featuring Raxstar)                                                                                    | PAM                                | [ 28 ]        |
| 2016 | Queen (featuring Zack Knight)                                                                                          | Zack Knight                        | [ 29 ] [ 30 ] |
| 2016 | GameTime (featuring Various Artists)                                                                                   | Bohemia                            |               |
| 2016 | 4 Desis (featuring Haji Springer & Pardhaan)                                                                           | Haji Springer                      |               |
| 2017 | Shudai (Neha Bhasin featuring Raxstar)                                                                                 |                                    | [ 31 ]        |
| 2017 | Balwant (featuring SunitMusic)                                                                                         | SunitMusic                         | [ 32 ]        |
| 2017 | Nothing (Remix) (featuring Bohemia)                                                                                    | Dj Harpz                           | [ 33 ]        |
| 2017 | King Midas (with SunitMusic)                                                                                           | SunitMusic                         | [ 34 ]        |
| 2017 | Turn Me On (Remix) (Nish featuring Mumzy Stranger & Raxstar)                                                           | SP                                 | [ 35 ]        |
| 2017 | Driving School (Man Like Malik & Raxstar)                                                                              | Sonna Rele and Sauce               | [ 36 ]        |
| 2017 | Sun Raha (featuring Shreya Goshal)                                                                                     | SunitMusic                         | [ 37 ]        |
| 2018 | Rewind (featuring Amar Sandhu)                                                                                         | DJ Lyan                            | [ 38 ]        |
| 2018 | Kehndi Mainu (Raves featuring Raxstar)                                                                                 | Producer X                         | [ 39 ]        |
| 2018 | SBTV Neglect & Feeling Invisible                                                                                       | Nihle Robbins                      | [ 40 ]        |
| 2018 | Lost Our Way (featuring Arjun)                                                                                         | DJ Lyan                            | [ 41 ]        |
| 2018 | Glass Ceiling | Haji Springer                      | [ 42 ]        |
| 2018 | Ki Kargeyi (featuring The PropheC)                                                                                     | The Prophec                        | [ 43 ]        |
| 2018 | ROTI (Pav Dharia featuring Raxstar)                                                                                    | Rokitbeats                         | [ 44 ]        |
| 2018 | Love | Ezu and Shayal                     | [ 45 ]        |
| 2018 | Pearls (Rubal Sikka featuring Raxstar)                                                                                 | Producer X                         | [ 46 ]        |
| 2018 | Yamla Jat (featuring Pav Dharia)                                                                                       | Shayal                             | [ 47 ]        |
| 2018 | Scorpio SZN | Haji Springer                      | [ 48 ]        |
| 2018 | Dance (F1rstman featuring Mumzy, H-Dhami, Raxstar & Juggy D)                                                           | Harun B                            | [ 49 ]        |
| 2018 | Temptation (featuring Samica)                                                                                          | Rimshox                            | [ 50 ]        |
| 2019 | More | Myze                               | [ 51 ]        |
| 2019 | Pressure | Mr Kam                             | [ 52 ]        |
| 2019 | Remember (Nish featuring Raxstar)                                                                                      | Nish                               | [ 53 ]        |
| 2019 | Full Tank (featuring RKZ)                                                                                              | Luke Masih                         | [ 54 ]        |
| 2019 | Friends (The Ex Mix)                                                                                                   | Luke Masih                         | [ 55 ]        |
| 2019 | The Future (Raxstar and Kaly)                                                                                          | Ghauri                             | [ 56 ]        |
| 2019 | Pray (Raxstar and Kaly)                                                                                                | Ghauri                             | [ 57 ]        |
| 2019 | Falling (H-Dhami featuring Raxstar)                                                                                    | DJ Lyan                            | [ 58 ]        |
| 2019 | Time (featuring F1rstman)                                                                                              | Morry                              | [ 59 ]        |
| 2019 | Say Less | Harun B                            | [ 60 ]        |
| 2019 | London (featuring Amar Sandhu)                                                                                         | Rimshox                            | [ 61 ]        |
| 2020 | Dil Vaaja Maarda | DJ Lyan                            | [ 62 ]        |
| 2020 | Kaun Tujhe | Ezu                                | [ 63 ]        |
| 2020 | Quarantine | Ezu                                | [ 64 ]        |
| 2020 | Airplane Mode | Enco                               | [ 65 ]        |
| 2020 | Airplane Mode (Runaway Remix)                                                                                          | Byro                               | [ 66 ]        |
| 2020 | 2020 | Byro                               | [ 67 ]        |
| 2021 | Forever Jaaneman | SunitMusic                         | [ 68 ]        |
| 2021 | Chemistry (featuring H-Dhami)                                                                                          | SP                                 | [ 69 ]        |
| 2021 | Fix This (featuring Raashi Sood)                                                                                       | Shri Gadhvi & Stranger Productions | [ 70 ]        |
| 2021 | Shining | Rimshox                            | [ 71 ]        |
| 2021 | Never Thought (featuring Arjun and Ahmed Khan)                                                                         | Byro                               |               |
| 2022 | Edible | Byro                               |               |
| 2022 | Mundra (featuring S-Jay)                                                                                               | Myze                               |               |
| 2022 | Ask (Teri Khair Mangdi) (featuring Shweta Pandya)                                                                      | Myze                               |               |
| 2022 | Yes or No | Bajaj                              |               |
| 2023 | Kinni Soni | DJ Lyan                            |               |
| 2023 | Questions (featuring Fateh DOE)                                                                                        | Stranger Productions               |               |
| 2023 | Kehta Hai (featuring STYM)                                                                                             | STYM                               |               |
| 2023 | NZR | Rimshox                            |               |
| 2024 | Saari Raat (featuring Tasha Tah)                                                                                       | SunitMusic                         |               |

## Premios
- Premios Brit Asia TV Music Awards 2014 "Mejor artista urbano asiático" [72]
- Eastern Eye 2014 Mejor Artista Independiente </link>
- Brit Asia TV Music Awards 2019 Mejor colaboración por "Dance" de F1rstman, Juggy D, H Dhami, Mumzy y Raxstar [73]